# Uí Cheinnselaigh
Les Uí Cheinnselaigh ou  Uí Cheinnsealaigh  sont une  dynastie de rois du Leinster  dont le nom signifie  en irlandais petit-fils de Cennsalach.

## Histoire
Uí Cheinnselaig tiraient leur origine du roi mythique de Laigin Énnae Cennsalach (436-441), contemporain et adversaire du fameux  Ard ri Érenn Niall Noigiallach.
Énna est considéré dans les généalogies irlandaises comme un fils de Labraid Laídech et le petit-fils et successeur de  Bressal Bélach mac Fiachu Ba hAiccíd, premier souverain mythique de Laigin. Labraid Laídech était également l'oncle de  Dúnlaing mac Énna Nia, l’éponyme de la dynastie rivale des  Uí Dúnlainge.
Les premières mentions des Uí Cheinnselaigh concernent la région de Rathvilly  (comté de Carlow) . Toutefois le centre  historique de leur pouvoir se situait  plus dans le sud-est du Leinster  autour de  Ferns, ( comté de Wexford ) , site du monastère fondé par    Saint Aidan ou S Máedóc  (mort en 626/ 632).
Dans un premier temps jusqu’au règne de Áed mac Colggen (tué en 738) la fonction de roi de Laigin   alterna entre les  Uí Cheinnselaig et les Uí Dúnlainge, puis les  Uí Dúnlainge devinrent prédominant et le titre royal fut monopolisé par leurs trois clans :  les Uí Dúnchada, Uí Fáeláin et  Uí Muiredaig.
Pendant ce temps la dynastie des Uí Cheinnselaigh continua d’exister dans une semi obscurité jusqu’à ce que  Diarmait mac Mail na mBo s’empare de la dignité de roi de Laigin en 1042. Les descendants directs de son fils Murchad mac Diarmata les Mac Murchada anglicisé en Mac Murrough conservèrent le titre jusqu’à la mort de Diarmait Mac Murrough en 1171 lorsqu’il passa au baron anglo-normand  Richard FitzGilbert de Clare
Une branche cadette des Mac Murrough, les Mac Murrough- Kavanagh, s’opposèrent en quasi permanence aux envahisseurs et réussirent à maintenir partiellement leur pouvoir jusqu’au début du XVIIe siècle.
Les principaux rois issus de la dynastie des  Uí Cheinnselaig  sont :
- Brandub mac Echach († 603)
- Áed mac Colggen († 738)
- Diarmait mac Maíl na mBó († 1072)
- Murchad mac Diarmata  († 1070)
- Diarmait mac Énnai Mac Murchada († 1117)
- Énna Mac Murchada († [ 1126)
- Diarmait Mac Murchada († 1171)
- Art Mor mac Art MacMurrough Kavanagh († 1417)

### Généalogie Uí Cheinnselaigh
Enna († 1126) m. Donnchada m. Murchada m. Diarmata m. Donnchada qui fuit Mael na m-bo m. Diarmata m. Domnaill m. Cellaig m. Cinaida m. Capre m. Diarmata m. Rudgaile m. Aeda m. Onchon m. Faelchon Taulchatait m. Faelain m. Silain m. Eogain Caech m. NathI m. Crimthaind m. Ennai Ceinnselaig m. Labrada m. Bresail Bélaig m. Fiach Ba Aiccid m. Cathair Mair.

## Sources
- (en) Cet article est partiellement ou en totalité issu de l’article de Wikipédia en anglais intitulé « Uí Ceinnselaig » (voir la liste des auteurs), édition du 29 novembre 2008.
- (en) Francis John Byrne Irish Kings and High Kings: "Kings of Leinster": Genealogical Tables, pages 288-290, Dublin, réédition (2001)  (ISBN 1851821961).
- (en) Gearóid Mac Niocaill, Ireland before Vikings, Dublin, Gill & Macmillan, 1972, p. 83 Fig. n°12.  Early rulers of the Ui Ceinnselaigh & p.128 Fig. n°22 Rulers of Ui Ceinnselaigh in the eighth century
- (en) Bart Jaski, Genealogical tables of medieval Irish royal dynasties, Dublin, Four Courts Press, 2013 (ISBN 9781846824265), p. 121 Tableau-42. Uí Cheinnselaig